# José Pedro Berenguer Soriano
José Pedro Berenguer Soriano, conocido como Josete (Alicante, 26 de junio de 1980) es un futbolista español. Juega de portero y su equipo actual es el Fútbol Club Jove Español San Vicente de la Tercera División de España (Grupo VI).

## Trayectoria
Josete en la temporada 1998/99 jugó en Liga Nacional Juvenil con el Betis Florida, equipo histórico del fútbol base alicantino. Tras terminar su etapa juvenil, en la temporada 1999/00 se desconoce dónde jugó, en la temporada 2000/01 jugó en el Español de San Vicente en Regional Preferente, posteriormente pasó al filial del Hércules hasta que en la temporada 2003/04 formó parte de la primera plantilla. En la temporada 2004/05 se le cedió al Orihuela donde no gozó de oportunidades y regresó al Hércules "B", y fue en varios encuentros el segundo guardameta del primer equipo tras la lesión del portero suplente Albert Marrama. Tras su paso por el Sporting Mahonés donde fue el guardameta menos goleado del Grupo XI de Tercera División, regresó al Hércules "B", pero a mitad de temporada fichó por el Ferriolense. En la temporada 2007/08 fichó por Los Palacios, y en la temporada 2008/09 fichó por el Cacereño con el que quedó subcampeón del Grupo XIV de Tercera División y ascendió a Segunda División "B" en una promoción de ascenso en la que Josete resultó ser clave.

## Clubes
| Club                         | País   | Periodo   | Liga PJ (G) | Copa PJ (G) |
| ---------------------------- | ------ | --------- | ----------- | ----------- |
| ¿?                           | España | 1999-2000 |             |             |
| C. D. Español de San Vicente | España | 2000-2001 |             | 0 (0)       |
| Hércules C. F. "B"           | España | 2001-2002 |             | 0 (0)       |
| Hércules C. F. "B"           | España | 2002-2003 |             | 0 (0)       |
| Hércules C. F.               | España | 2003-2004 |             |             |
| Orihuela C. F.               | España | 2004-2005 |             |             |
| Hércules C. F. "B"           | España | 2004-2005 |             | 0 (0)       |
| Hércules C. F.               | España | 2004-2005 |             |             |
| C. F. Sporting Mahonés       | España | 2005-2006 |             |             |
| Hércules C. F. "B"           | España | 2006-2007 |             | 0 (0)       |
| C. D. Ferriolense            | España | 2006-2007 |             |             |
| U. D. Los Palacios           | España | 2007-2008 |             |             |
| C. P. Cacereño               | España | 2008-2009 |             |             |
| U D. Almansa                 | España | 2009-2010 |             | 0 (0)       |
| F. C. Jove Español           | España | 2009-2010 |             | 0 (0)       |

## Palmarés

### Distinciones individuales
| Distinción                                                | Año       |
| --------------------------------------------------------- | --------- |
| Guardameta menos goleado del Grupo XI de Tercera División | 2005-2006 |